# Une petite ville sans histoire
Pour plus de détails, voir Fiche technique et Distribution.
Une petite ville sans histoire (Our Town) est un film américain réalisé par Sam Wood, sorti en 1940.

## Synopsis
Les habitants de la petite ville du New Hampshire vivent paisiblement et en harmonie. Le docteur Gibbs, son épouse Julie et leurs deux enfants, George et Rebecca, sont les voisins des Webbs, qui ont une jolie fille, Emily. George et Emily tombent amoureux et se marient après trois ans de fiançailles. Le temps passe, et Emily tombe gravement malade en donnant naissance à son deuxième enfant. Pendant qu'elle est mourante, elle rencontre toutes les personnes qui ont quitté ce monde dans les années précédentes. Emily, qui reste dans une sorte de monde intermédiaire, se souvient de sa vie antérieure, mais finalement, la jeune femme décide de vivre et se réveille de son rêve.

## Fiche technique
- Titre : Une petite ville sans histoire
- Titre original : Our Town
- Réalisation : Sam Wood, assisté de John Sherwood et Lee Sholem (non crédité)
- Scénario : Frank Craven, Harry Chandlee et Thornton Wilder d'après sa pièce
- Producteur : Sol Lesser
- Société de production : Sol Lesser Productions
- Société de distribution : United Artists
- Musique : Aaron Copland
- Photographie : Bert Glennon
- Montage : Sherman Todd
- Direction artistique : Lewis J. Rachmil
- Création des décors : William Cameron Menzies
- Décorateurs de plateau : Julia Heron et James W. Payne (non crédité)
- Costumes : Edward P. Lambert
- Pays de production : États-Unis
- Format : noir et blanc - 1,37:1 - Son : Mono (Western Electric Mirrophonic Recording)
- Genre : Film dramatique
- Durée : 90 min
- Dates de sortie : 
  - États-Unis : 24 mai 1940
  - France : 2 mai 1945

## Distribution
- William Holden : George Gibbs
- Martha Scott : Emily Webb
- Fay Bainter : Mme Gibbs
- Beulah Bondi : Mme Webb
- Thomas Mitchell : Doc Gibbs
- Guy Kibbee : M. Webb
- Frank Craven : M. Morgan
- Stuart Erwin : Howie Newsome
- Charles Trowbridge : Doc Ferguson
- Doro Merande : Mme Soames